# François Allain-Targé
François Allain-Targé, né à Angers (Maine-et-Loire) le 17 mai 1832 et mort au château de Targé à Parnay (Maine-et-Loire) le 16 juillet 1902, est un avocat, magistrat et homme politique français.

## Biographie

### Une famille de parlementaires
François Henri René Allain-Targé est le fils de François Henri Allain-Targé (1797-1884), député du Maine-et-Loire.
Il s'est marié en 1857 avec Mlle Villemain, fille d'Abel-François Villemain, député en 1830, ministre et Pair de France. De cette union naquirent deux filles. La première épousa Charles Ferry, député des Vosges, et la seconde Amédée de La Porte, député des Deux-Sèvres, puis sous-secrétaire d'État aux Colonies.

### Carrière politique

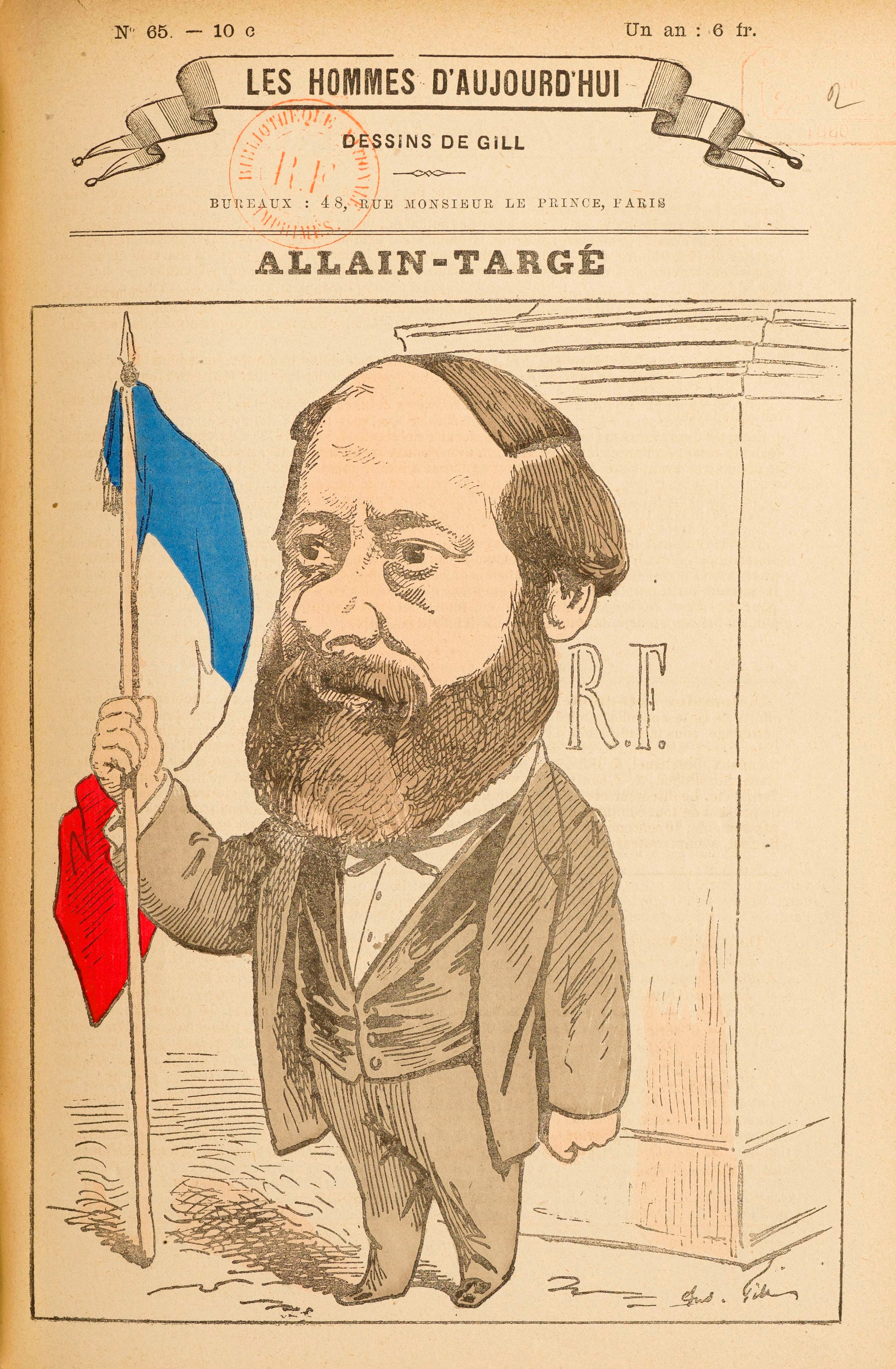
Portrait-charge par André Gill pour Les Hommes d'aujourd'hui, 1880.

En 1861, il est substitut du procureur impérial à Angers, il finit par démissionner et s'établit à Paris. Il collabore aux journaux d'opposition à Napoléon III, et devient l'ami de Léon Gambetta, de Paul-Armand Challemel-Lacour, d'Eugène Spuller et d'Henri Brisson.
Aux élections législatives de 1869, il se présente sans succès en Maine-et-Loire contre le député sortant Charles Louvet.
À la proclamation de la République, il devient préfet de Maine-et-Loire, puis préfet de la Gironde avant de démissionner après la capitulation de Paris. Il est de nouveau battu aux élections législatives de 1871. La même année, il est élu au conseil municipal de Paris comme Républicain radical, aux côtés de Georges Clemenceau, lors des élections du 30 juillet 1871. Il fonde avec Gambetta le quotidien La République française, où il écrit jusqu'en 1889.
Élu député de la Seine sur la liste de l'Union républicaine aux élections législatives de 1876. Il est en mai 1877 l'un des 363 députés opposés au gouvernement de Broglie. Il siège à l'Assemblée nationale jusqu'en 1889.
Il devient ministre des Finances en 1881 sous le gouvernement Léon Gambetta et ministre de l'Intérieur en 1885 sous le gouvernement Henri Brisson. Il démissionne le 26 décembre 1885 à la suite des élections législatives. Battu aux élections législatives de 1889, affecté par la mort de sa femme en 1884 puis de sa fille en 1886, il décide de se retirer de la vie politique. Il meurt à Targé le 16 juillet 1902.
Il aurait été initié à la franc-maçonnerie le 20 mars 1869 à la Loge Le Réveil Maçonnique, à l'Orient de Boulogne-sur-Seine.